# تروي كوكر
تروي كوكر (بالإنجليزية: Troy Coker)‏ هو لاعب اتحاد الرغبي أسترالي، ولد في 30 مايو 1965 في بريزبان في أستراليا.

## وصلات خارجية
- تروي كوكر على موقع دوري الرغبي الممتاز (الإنجليزية)
- تروي كوكر عل موقع إسبنسكروم (الإنجليزية)
- تروي كوكر على موقع ItsRugby.co.uk (الإنجليزية)